# São João Baptista de Vila Chã
São João Baptista de Vila Chã is een plaats (freguesia) in de Portugese gemeente Ponte da Barca en telt 601 inwoners (2001).

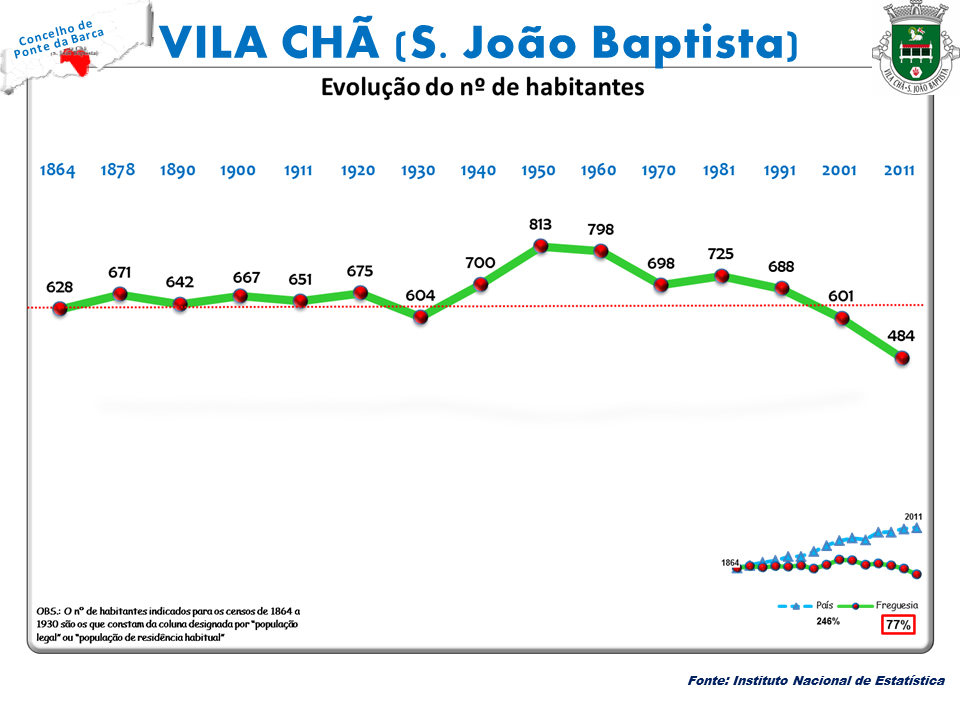
Bevolkingsontwikkeling tussen 1864 en 2011